# 沙漠妖姬
《沙漠妖姬》（英語：The Adventures of Priscilla, Queen of the Desert）是1994年澳大利亞出產的電影。紀錄扮演三名異裝皇后（泰倫斯·史坦普、雨果·威明與蓋·皮爾斯）開著巴士，從雪梨前往澳大利亞內陸（北領地愛麗斯泉）道路上遇到的事情。這部電影的標題是意涵著雙關語，英語文化裡，「Queen」又代表著男同性戀者。
這部電影使世界注意到澳大利亞電影和同志文化，但這也被批評帶有種族主義和性別歧視的刻板印象。
本部電影獲得第67屆奧斯卡金像獎最佳服裝設計獎。1994年的坎城影展將他當作邪典電影的代表作；電影裡的音樂，2006年後還被用到改編的百老匯音樂劇《沙漠妖姬》上。

## 外部連結
- 互联网电影数据库（IMDb）上《The Adventures of Priscilla, Queen of the Desert》的资料（英文）
- Box Office Mojo上《The Adventures of Priscilla, Queen of the Desert》的資料（英文）
- The Adventures of Priscilla Queen of the Desert （页面存档备份，存于） at Oz Movies
- 爛番茄上《The Adventures of Priscilla, Queen of the Desert》的資料（英文）
- Metacritic上《The Adventures of Priscilla, Queen of the Desert》的資料（英文）
- The Adventures of Priscilla, Queen of the Desert （页面存档备份，存于） on AustralianScreen Online （页面存档备份，存于）
- Iconic Priscilla bus given to Broken Hill （页面存档备份，存于） – By Margaret Paul at Australian Broadcasting Corporation